# Secretaria d'Estat de Cooperació Internacional
La Secretaria d'Estat de Cooperació Internacional és una Secretaria d'Estat de l'actual Ministeri d'Afers Exteriors, Unió Europea i Cooperació d'Espanya encarregada de la formulació, adreça, execució, seguiment i avaluació de la política exterior per a la cooperació internacional per al desenvolupament sostenible i de la coordinació de l'acció cultural exterior.
L'actual Secretaria d'Estat de Cooperació Internacional és, des del 20 de juliol de 2021, Pilar Cancela Rodríguez.

## Funcions fins al 2020
Les funcions d'aquesta nova Secretaria d'Estat es regulen en el Reial decret 768/2017, en la Llei 40/2015 i mitjançant la Llei 23/1998, i són:
- Les competències reconegudes en l'article 62 de la Llei 40/2015.
- La proposta, adreça, coordinació i execució de la política de cooperació per al desenvolupament.
- L'administració dels recursos de cooperació gestionats pel Ministeri d'Afers Exteriors i de Cooperació.
- L'assegurament de la participació espanyola en les organitzacions internacionals d'ajuda al desenvolupament i la definició de la posició d'Espanya en la formulació de la política de desenvolupament de la Unió Europea.
- L'avaluació de la política de cooperació per al desenvolupament i de les operacions finançades amb fons públics, i la rendició de comptes de les activitats i resultats de la cooperació espanyola a les Corts Generals i a la societat espanyola.
- La preparació i coordinació de les Cimeres Iberoamericanes i la planificació i impuls de les activitats de la Comunitat Iberoamericana de Nacions; la col·laboració i suport a les funcions de la Secretaria General Iberoamericana; i el foment i la coordinació de la presència d'Espanya a l'Organització d'Estats Americans (OEA) i en els diferents organismes i entitats multilaterals d'àmbit iberoamericà, sense perjudici de les competències d'altres Departaments.

## Funcions a partir del 2020
Al mes de gener es fa efectiva una renovació i la Direcció general per a Iberoamèrica i el Carib passà sota el control de la Secretaria d'Estat d'Afers Exteriors. I el 2021 es nombrà pròpiament un Secretari d'Estat per a Iberoamèrica i el Carib i l'Espanyol al Món.

## Estructura
La Secretaria d'Estat d'Assumptes Europeus s'organitza en els següents òrgans:
- Direcció general de Polítiques de Desenvolupament Sostenible.
- Gabinet de la Secretaria d'Estat.
- L'Advocacia de l'Estat davant del Tribunal de Justícia de la Unió Europea.

### Organismes adscrits
- Agència Espanyola de Cooperació Internacional per al Desenvolupament
- Institut Cervantes
- Acadèmia d'Espanya a Roma

## Llista de secretaris d'Estat
- Luis Yáñez-Barnuevo García (1985-1991).
- Inocencio Arias Llamas (1991-1993).
- José Luis Dicenta Ballester (1993-1995).
- Miguel Ángel Carriedo Mompín (1995-1996).
- Fernando María Villalonga Campos (1996-2000).
- Miguel Ángel Cortés Martín (2000-2004).
- Leire Pajín Iraola (Cooperació internacional, 2004-2008)
- Trinidad Jiménez García-Herrera (per Iberoamèrica, 2006-2009).
- Soraya Rodríguez (cooperació internacional, 2008-2011).
- Juan Pablo de Laiglesia y González de Peredo (2009-2010).
- Juan Antonio Yáñez-Barnuevo García (2010-2011)
- Jesús Manuel Gracia Aldaz (2012-2016)
- Fernando García Casas (2016-2018)
- Juan Pablo de Laiglesia y González de Peredo (2018-2021)
- Pilar Cancela Rodríguez (2021-actualitat)[2]